# Acrocephalus sechellensis
El carricero de Seychelles (Acrocephalus sechellensis)
 es una especie de ave paseriforme de la familia Acrocephalidae endémica de cinco islas graníticas y coralinas de las Seychelles. Es un ave marrón verdosa con las patas largas y el pico largo y delgado. Se encuentra principalmente en las zonas boscosas de las islas. La especie es una rareza porque presenta cría cooperativa, lo que significa que la pareja monógama es asistida por ayudantes femeninos no reproductivos.
Hace unas décadas estaba al borde de la extinción, con sólo 26 aves sobrevivientes en la isla de Cousin en 1968. Debido a los esfuerzos de conservación, en la actualidad hay más de 2500 ejemplares de la especie con poblaciones viables en Denis, Cousine, Aride, así como en Cousin. En diciembre de 2011 59 ejemplares fueron trasladados a Fregate con el fin de establecer una quinta población.

## Taxonomía y sistemática
Está estrechamente relacionado con el carricero de Rodrigues (Acrocephalus rodericanus) y las dos especies a veces han sido colocadas en su propio género, Bebrornis. Las dos especies también han sido consideradas aliadas al género malgache Nesillas. Sin embargo, un estudio de 1997 confirmó que las dos especies eran parte de un clado de carriceros afrotropicales dentro de Acrocephalus que también incluye al carricero del Madagascar, el carricero rufo, el carricero picofino y el carricero de Cabo Verde.

## Descripción
Es una ave de tamaño pequeño, mide entre 13 y 14 cm de longitud y 17 cm de envergadura. Tiene las patas y el pico de color azul grisáceo, y los ojos rojizos. Los adultos no muestran dimorfismo sexual en el plumaje, el dorso, las alas, los flancos y la cabeza son de color marrón verdoso y el vientre y el pecho son de color blanco manchado. La garganta es de un blanco más fuerte y tiene una ceja superciliar pálida en frente del ojo. Las aves juveniles son más oscuras con los ojos más azulados.
El canto se describe como rico y melodioso, similar a un silbido humano. Su estructura es simple y se compone de secuencias de cantos cortos emitidos en un rango de baja frecuencia. La ausencia de un amplio rango de frecuencias lo diferencia de otras especies en su género, como el carricero común, su canto es similar a sus parientes más cercanos de África como el carricero rufo.

## Comportamiento
Naturalmente aparecer en matorrales densos y en bosques altos de Pisonia grandis. Es casi exclusivamente un insectívoro (99,8% de su dieta son insectos), y obtiene el 98% de sus presas de picotear pequeños insectos en la parte inferior de las hojas. Ocasionalmente también caza insectos al vuelo. La mayoría de las búsquedas de alimento se produce en plantas de Pisonia, Ficus reflexa y Morinda citrifolia. Los estudios sobre el comportamiento de forrajeo encontraron que el carricero de Seychelles prefiere las especies del género Morinda y pasan más tiempo de forrajeo allí que en otros árboles y arbustos, el mismo estudio encontró que la abundancia de insectos es más alta debajo de las hojas de ese arbusto. La siembra de Morinda en Cousin, la mejora de forrajeo asociado para el ave, era una parte importante de la recuperación de la especie.